# Сосновка (Змеиногорский район)
Сосновка — упразднённое село в Змеиногорском районе Алтайского края. Входило в состав Барановского сельсовета. Исключено из учётных данных в 1984 году.

## География
Располагалось на правом берегу реки Гольцовка, в 5 км к юго-западу от села Барановка.

## История
Основано в 1907 г. В 1928 г. посёлок Сосновка состоял из 18 хозяйств. В административном отношении входил в состав Барановского сельсовета Змеиногорского района Рубцовского округа Сибирского края.
Решением Алтайского краевого исполнительного комитета от 14.08.1984 года № 245 село исключено из учётных данных.

## Население
В 1926 г. в посёлке проживало 120 человек (60 мужчин и 60 женщин), основное население — русские.